# 1935 en philosophie
Chronologie de la philosophie
- 1931
- 1932
- 1933
- 1934
- 1935
- 1936
- 1937
- 1938
- 1939

L’année 1935 a été marquée, en philosophie, par les événements suivants :

## Publications
- Descartes, Correspondance publiée avec une introduction et des notes par Charles Adam et Gérard Milhaud, Vol. 1-8 Paris : Presses universitaires de France, 1935-1963

## Naissances
- 17 février : Sara Ruddick (en), philosophe américaine († 2011).
- 22 avril : Jerry Fodor, philosophe américain († 2017).
- 11 octobre : Daniel Quinn, philosophe américain († 2018).
- 31 octobre : David Harvey, géographe et philosophe britannique.
- 1er novembre : Edward Saïd, philosophe américain († 2003).